# Plaskolec
Plaskolec – skała w Lesie Zabierzowskim w obrębie miejscowości Kleszczów w województwie małopolskim, w powiecie krakowskim, w gminie Zabierzów. Las ten znajduje się na Garbie Tenczyńskim będącym jednym z mezoregionów Wyżyny Krakowsko-Częstochowskiej.
Plaskolec to zbudowana z wapienia skalistego skała o wysokości 12 m. Jest obiektem wspinaczki skalnej. Łącznie na skale jest 10 dróg wspinaczkowych o trudności od III do VI.1+ w skali Kurtyki. Większość dróg to drogi łatwe. Wszystkie mają asekurację: ringi (r) i dwa ringi zjazdowe (drz) lub jeden ring zjazdowy (rz).
Tuż powyżej Plaskolca znajduje się druga, wyższa i większa skała wspinaczkowa – Plaskula. W internetowej bazie topo obydwie te skały opisane są jako Plaskula (Plaskolec to Plaskula III i Plaskula IV).

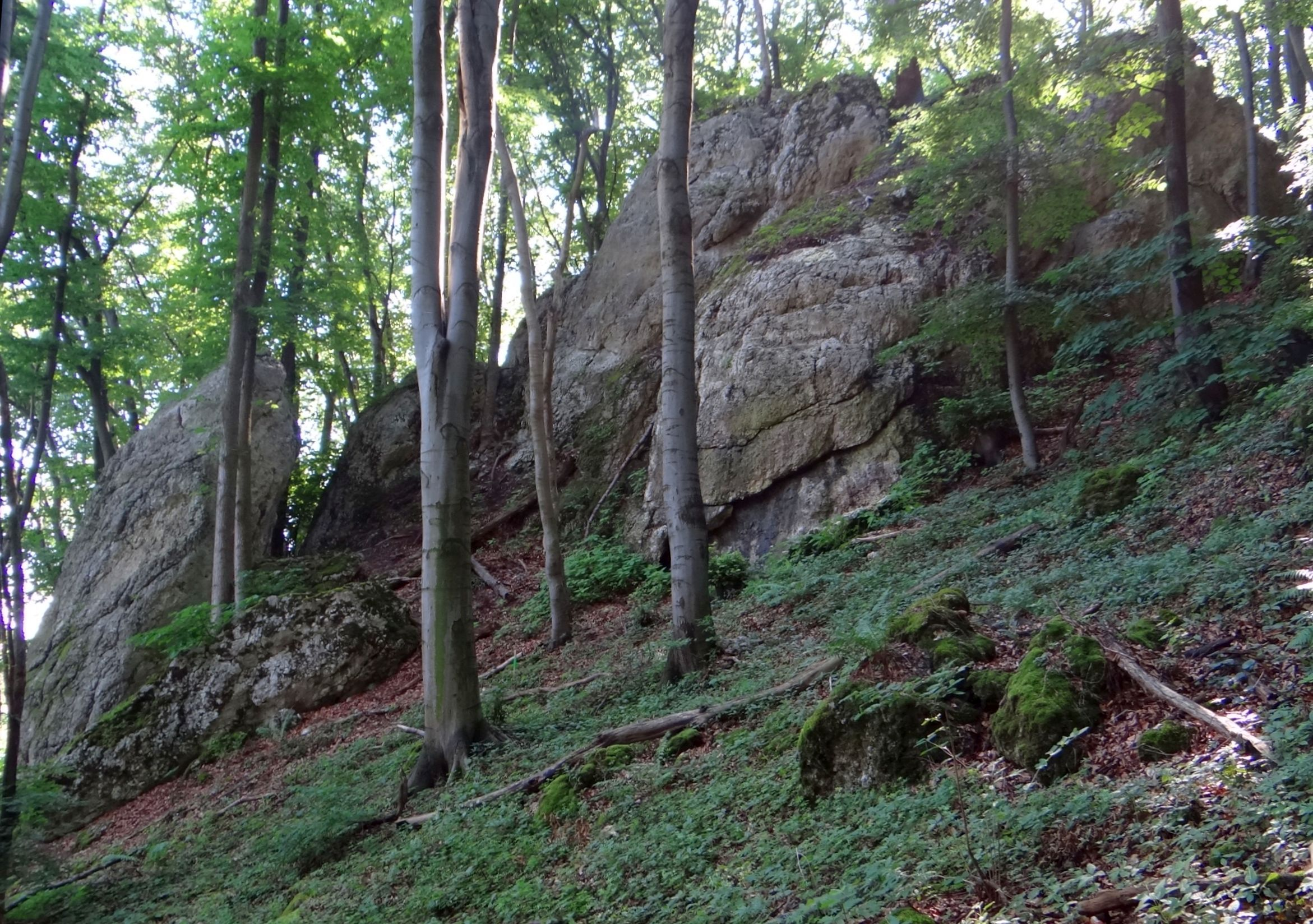
Plaskula i Plaskolec
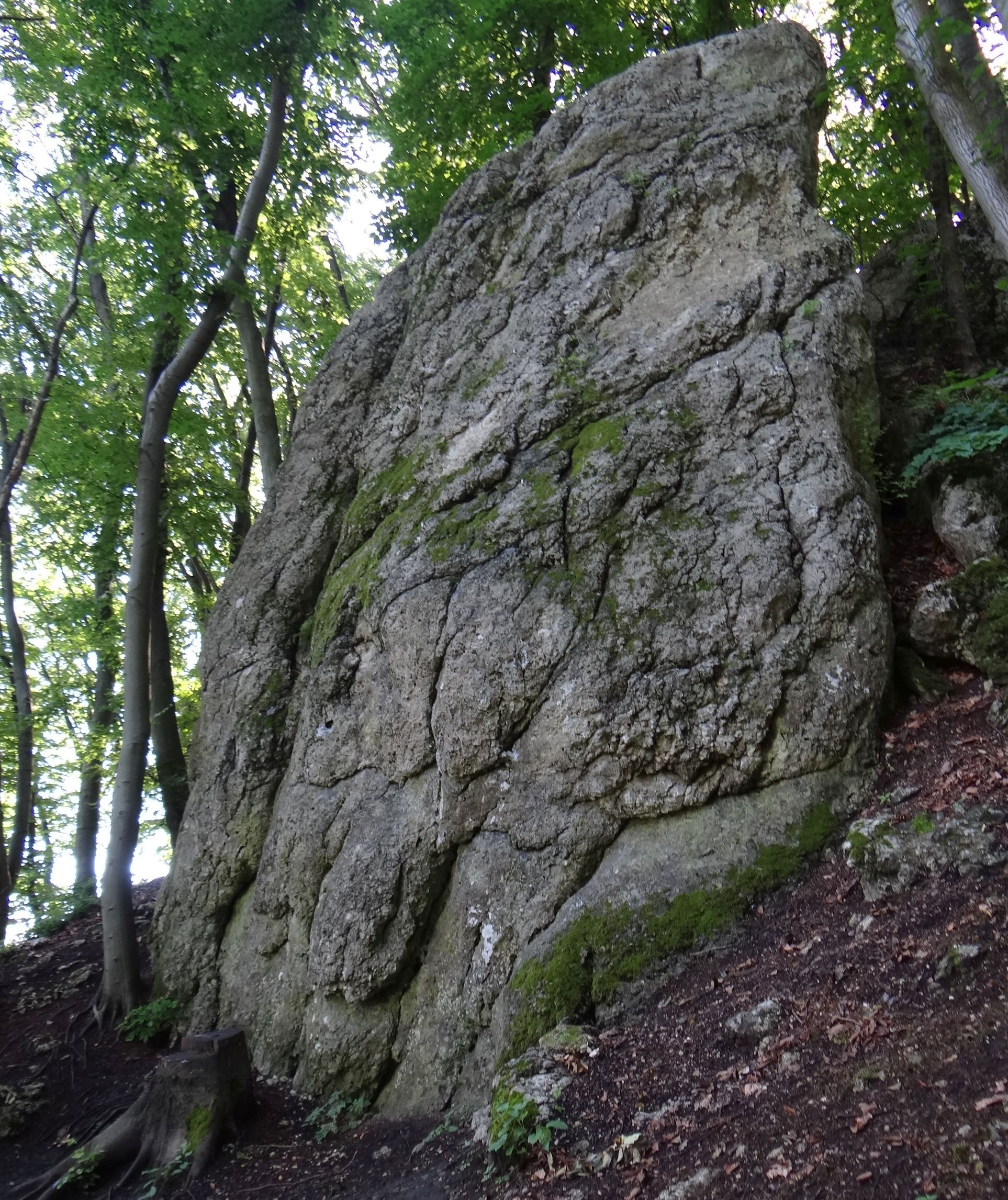
Plaskolec
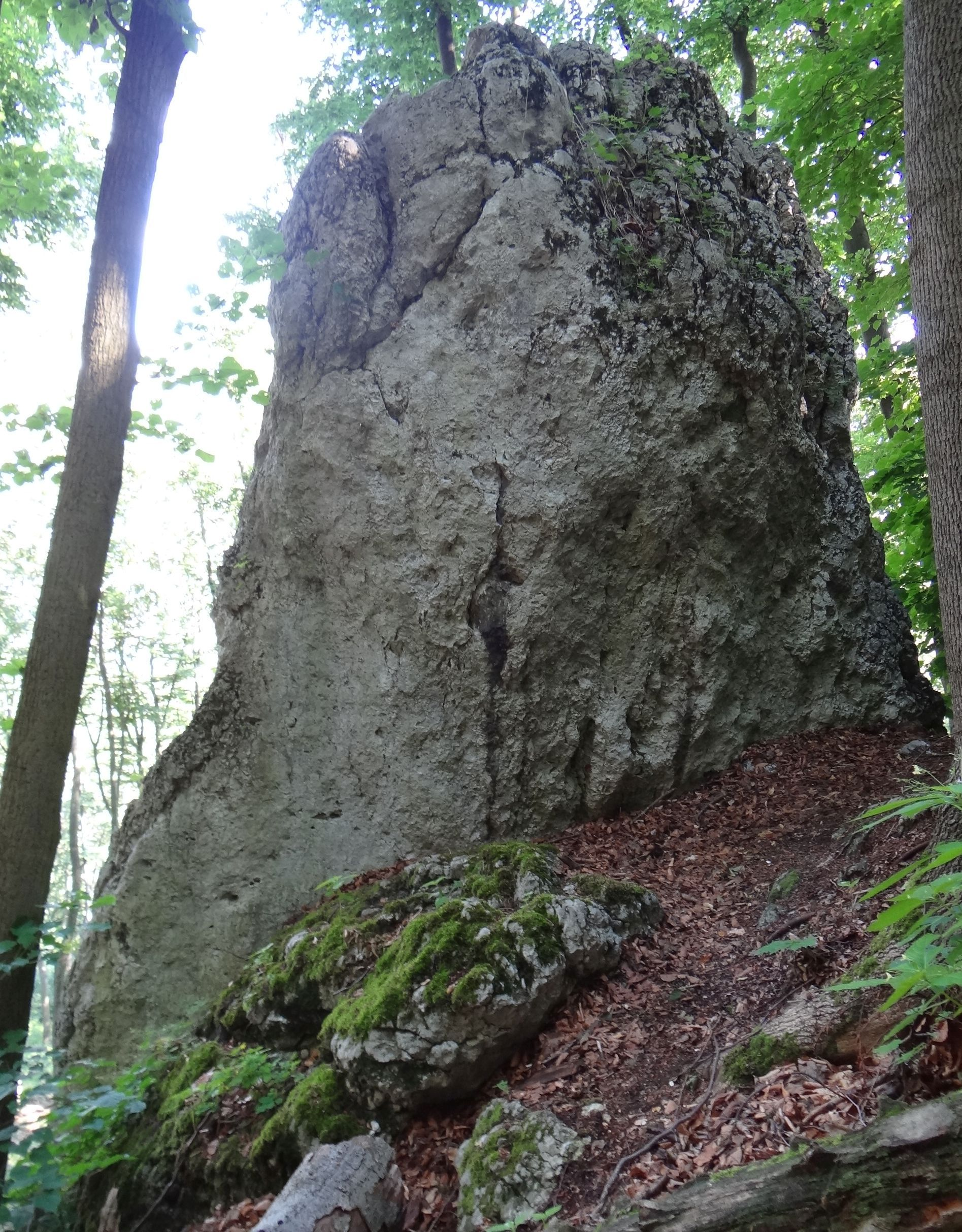
Plaskolec
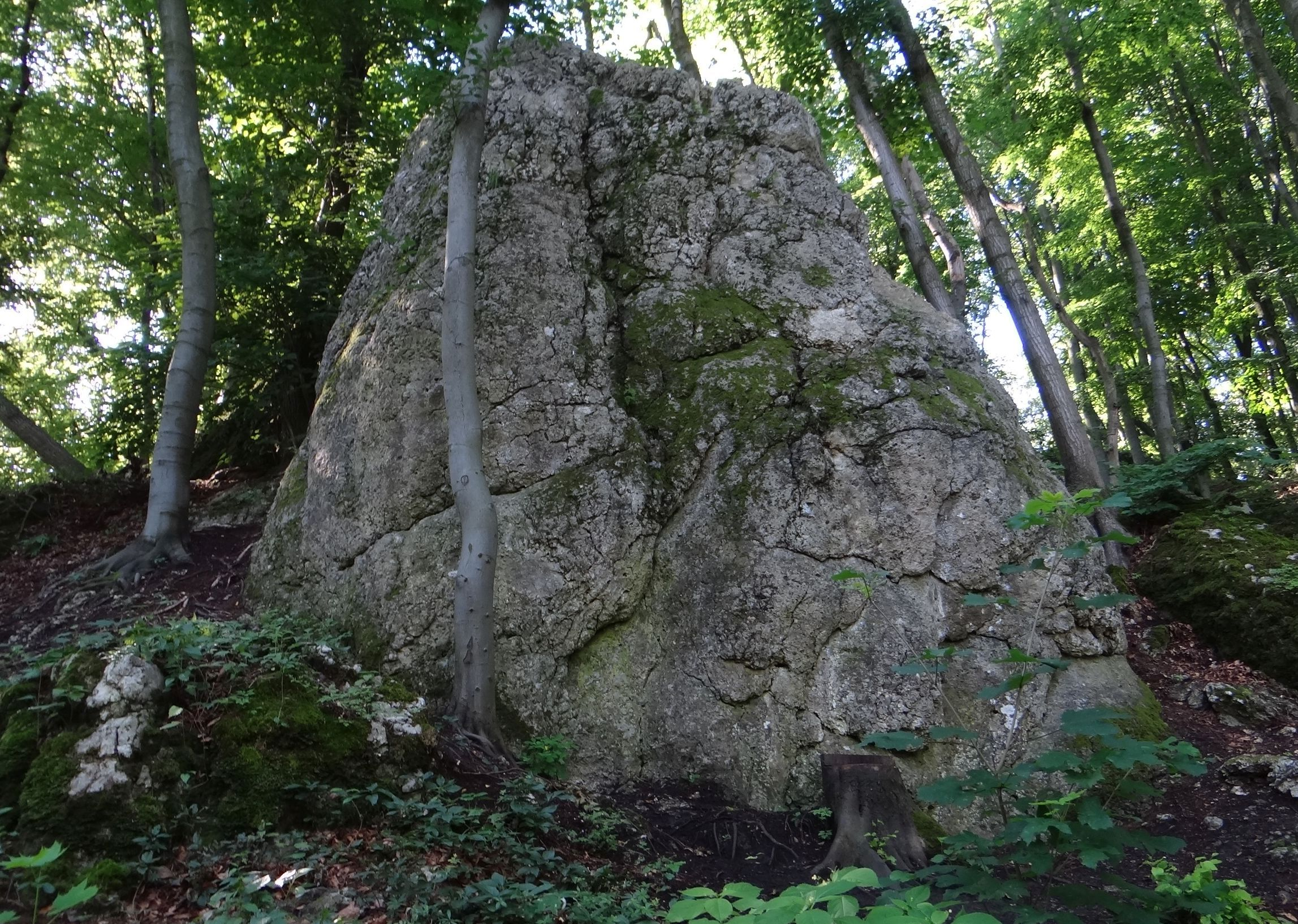
Plaskolec

## Drogi wspinaczkowe
1. Kolec świata; IV, 3r + 2rz
2. Plasróża; III-, 3r + 2rz
3. Filar płaskolca; V-, 4r + 2rz
4. Zacięcie Płaskolca; III+, 4r + 2rz
5. Palec w kupie; IV-, 5r
6. Lewy plask; IV+, 4r + 2rz
7. Prawy plask; IV, 4r + 2rz
8. Zadra; IV, 3r + 2rz
9. Kolczyk; V+, 2rz[3].